# Did It Again
"Did It Again" is de tweede single van Shakira's derde Engelstalige album, She Wolf uit 2009. Deze single werd op 27 november 2009 uitgebracht door Epic Records. Het nummer schreef Shakira in samenwerking met Pharrell Williams. Het nummer bereikte de Nederlandse Top 40 en de Vlaamse Ultratop 50 niet en kwam niet verder dan een achtste plaats in de Nederlandse Tipparade en een derde plaats in de Vlaamse Ultratip 30.